# Sparks Fly (pjesma Taylor Swift)
""Sparks Fly" pjesma je koju je napisala i snimila američka kantautorica Taylor Swift za svoj treći studijski album Speak Now (2010.). Swift je pjesmu napisala sa 16 godina, prije objavljivanja njezinog debi singla "Tim McGraw" 2006. Nakon izvedbe pjesme uživo 2007. "Sparks Fly" je postala popularna među Swiftinom bazom obožavatelja. Dok je Speak Now bio u produkciji, primila je zahtjeve obožavatelja da pjesmu uvrsti u album. U produkciji Swifta i Nathana Chapmana, pjesma je 18. srpnja 2011. godine poslužena na country radiju u Sjedinjenim Državama od strane Big Machine Recordsa, kao peti singl s albuma Speak Now. CD singl objavljen je u Swiftinoj službenoj trgovini na ograničeno vrijeme 10. kolovoza 2011. godine.
"Sparks Fly" dobio je općenito pozitivne kritike glazbenih kritičara koji su ga pohvalili zbog optimističnog tempa. Drugi su pohvalili Swiftin tekst na pjesmi i tvrdili da je pjesma crossover između countryja i popa. Nakon objavljivanja Speak Nowa, pjesma je debitirala na 17. mjestu američkog Billboard Hot 100 i na 28. mjestu na Kanadskom Hot 100, zbog snažne digitalne prodaje. Nakon što je pjesma objavljena kao singl, ponovno je ušla u američki Billboard Hot 100 na broju 84. Zauzela je prvo mjesto na američkoj ljestvici Billboard Hot Country Songs i certificirana je Platinum od strane Američkog udruženja izdavačke kuće (RIAA) za prodaja preko 1.000.000 primjeraka. "Sparks Fly" korišten je kao početna pjesma za Speak Now World Tour (2011. – 12.). Za pjesmu je objavljen glazbeni spot s isječcima različitih izvedbi tijekom svjetske turneje. 

## Pozadina
Swift je započela rad na svom trećem studijskom albumu Speak Now dvije godine prije objavljivanja 2010. "Sparks Fly" Swift je napisala kad je imala šesnaest godina, prije objavljivanja debi albuma 2006. Pjesmu je izvela uživo tijekom nekoliko barskih koncerata "od četrdeset i pedeset ljudi". Snimljena izvedba pjesme uživo na jednom od njezinih koncerata našla se na internetu 2007. Pjesma je postala omiljena među Swiftinim obožavateljima, zbog čega je Swift preradila pjesmu i uključila je u Speak Now nakon što su mnogi zatražili da se uvrsti na album. O pjesmi Swift je rekla sljedeće: "Ovo je pjesma koju sam napisala prije nekoliko godina i od tada radim na njoj. Bilo je strašno vidjeti kako se mijenja s godinama. Obožavatelji su je već čuli na koncertu, ali došlo je do nekih zaista kul promjena na koje sam jako ponosan i jedva čekam da ih čuju."
Pjesma je poslana na radijske postaje country glazbe 18. srpnja 2011. kao peti singl s albuma Speak Now.

## O pjesmi
"Sparks Fly" je country pop pjesma s elementima arenskog rocka. Traje četiri minute i 22 sekunde. Pjesma, koju je napisaola samo Swift, je u tonu D-mola sa Swiftinim vokalom koji se proteže kroz dvije oktave, od F3 do C5. Johnathan Keefe tvrdio je da uzvik "a capella "Odbaci sve sada"jednostavno privlači pozornost, a očaj u Swiftinom pozivu na akciju odgovara na uobičajene kritike da je njezin rad bespolno i čedan." Bobby Peacock izjavio je da "ja ne bi imao ništa protiv da je banjo iz verzije iz 2007. ostavljen, ali njegov propust teško da može napraviti ili prekinuti. Možda je moj najveći problem što se zbor pjesme potkopava u drugoj polovici-počinje naglašeno i himnično kao i obično".
Prema Swift, pjesma govori o "zaljubljivanju u nekoga na koga možda ne biste trebali pasti, ali ne možete se zaustaviti jer postoji takva veza i kemija."